# Gonomyia serendibensis
Gonomyia serendibensis är en tvåvingeart som beskrevs av Alexander 1958. Gonomyia serendibensis ingår i släktet Gonomyia och familjen småharkrankar.
Artens utbredningsområde är Sri Lanka. Inga underarter finns listade i Catalogue of Life.